# Ognjen Dobrić
Ognjen Dobrić (cirílico sérvio:Огњен Добрић) (Knin, 20 de março de 1998) é um basquetebolista profissional sérvio que atualmente defende o Crvena Zvezda que joga na EuroLiga e ABA Liga. O atleta que possui 2,00m de altura e atua na posição Ala.

## Estatísticas

### EuroLiga
| Ano      | Equipe        | PJ | PT  | AP  | 2P     | %2P  | 3P     | %3P  | LL    | %LL  | RT  | BR | AS | TO |
| -------- | ------------- | -- | --- | --- | ------ | ---- | ------ | ---- | ----- | ---- | --- | -- | -- | -- |
| 2016-17  | Crvena Zvezda | 13 | 21  | 1.6 | 7/10   | 70   | 2/12   | 16.7 | 1/3   | 33.3 | 6   | 2  | 4  | 0  |
| 2017-18  | Crvena Zvezda | 26 | 168 | 6.5 | 34/58  | 58.6 | 27/77  | 35.1 | 19/23 | 82.6 | 59  | 11 | 16 | 6  |
| 2019-20  | Crvena Zvezda | 22 | 112 | 5.1 | 27/48  | 56.3 | 15/42  | 35.7 | 13/19 | 68.4 | 38  | 19 | 17 | 2  |
| 2020-21  | Crvena Zvezda | 21 | 151 | 7.2 | 18/48  | 37.5 | 29/69  | 42   | 28/32 | 87.5 | 39  | 13 | 18 | 1  |
| Carreira | totais        | 82 | 452 | 5.5 | 86/164 | 52.4 | 73/200 | 36.5 | 61/77 | 79.2 | 142 | 55 | 45 | 9  |

### EuroCopa
| Ano      | Equipe        | PJ | PT | AP  | 2P    | %2P  | 3P    | %3P  | LL  | %LL  | RT | BR | AS | TO |
| -------- | ------------- | -- | -- | --- | ----- | ---- | ----- | ---- | --- | ---- | -- | -- | -- | -- |
| 2018-19  | Crvena Zvezda | 12 | 82 | 6.8 | 19/40 | 47.5 | 13/35 | 37.1 | 5/8 | 62.5 | 27 | 10 | 8  | 3  |
| Carreira | totais        | 12 | 82 | 6.8 | 19/40 | 47.5 | 13/35 | 37.1 | 5/8 | 62.5 | 27 | 10 | 8  | 3  |